# The Autumn Effect
The Autumn Effect è il terzo album discografico del gruppo musicale statunitense 10 Years, pubblicato nel 2005.

## Tracce
1. Waking Up – 3:13
2. Fault Line – 3:50
3. The Recipe – 3:36
4. Cast It Out – 3:18
5. Wasteland – 3:49
6. Seasons to Cycles – 3:52
7. Half Life – 4:16
8. Through the Iris – 3:30
9. Empires – 2:41
10. Prey – 3:01
11. Insects – 4:21
12. Paralyzing Kings – 3:49
13. The Autumn Effect + Slowly Falling Awake – 8:19